# Franco Sosa
Franco Sebastián Sosa (Monteros, Província de Tucumán, 14 de abril de 1981) é um ex-futebolista argentino que jogava como lateral-direito.

## Carreira
Começou sua carreira no Gimnasia de Jujuy em 2001, jogando na Primera B Nacional. Em 2005, foi campeão da Primera B Nacional (Clausura) com o Gimnasia de Jujuy. Franco Sosa jogou no Gimnasia de Jujuy até 2006, jogando 129 partidas, sendo 30 no Campeonato Argentino.
No ano de 2007, acertou com o Racing. Jogou 33 de 38 partidas do Racing no ano.
No Campeonato Argentino, com o Gimnasia de Jujuy recebeu 2 cartões vermelhos e pelo Racing recebeu 3.
Acertou com o FC Lorient da França em 2009, por € 800.000 mil.
Voltou ao seu país em 2011 para acertar com o Boca Juniors.

## Estatísticas
Até 17 de abril de 2012.

### Clubes
| Clube             | Temporada         | Campeonato nacional | Campeonato nacional | Copa nacional[a] | Copa nacional[a] | Competições continentais[b] | Competições continentais[b] | Outros torneios[c] | Outros torneios[c] | Total | Total |
| Clube             | Temporada         | Jogos               | Gols                | Jogos            | Gols             | Jogos                       | Gols                        | Jogos              | Gols               | Jogos | Gols  |
| ----------------- | ----------------- | ------------------- | ------------------- | ---------------- | ---------------- | --------------------------- | --------------------------- | ------------------ | ------------------ | ----- | ----- |
| Boca Juniors      | 2011-12           | 2                   | 0                   | 0                | 0                | 0                           | 0                           | 0                  | 0                  | 2     | 0     |
| Boca Juniors      | Total             | 2                   | 0                   | 0                | 0                | 0                           | 0                           | 0                  | 0                  | 2     | 0     |
| Total na carreira | Total na carreira | 2                   | 0                   | 0                | 0                | 0                           | 0                           | 0                  | 0                  | 2     | 0     |

- a. ^ Jogos da Copa Argentina
- b. ^ Jogos da Copa Libertadores
- c. ^ Jogos do Jogo amistoso

## Títulos
Gimnasia de Jujuy
- Primera B Nacional (Clausura): 2005

Boca Juniors
- Campeonato Argentino (Apertura): 2011